# Mita Hikaru
Hikaru Mita (sinh ngày 1 tháng 8 năm 1981) là một cầu thủ bóng đá người Nhật Bản.

## Sự nghiệp câu lạc bộ
Hikaru Mita đã từng chơi cho FC Tokyo, Albirex Niigata, Vegalta Sendai, Shonan Bellmare, Tokushima Vortis và FC Gifu.